# 動物方城市2
是一部2025年美國3D電腦動畫電影，由華特迪士尼影業製作，並由華特迪士尼工作室電影發行。該片為2016年電影《動物方城市》的續集，由傑瑞·布希和拜倫·霍華德共同執導，布希編寫劇本，吉妮佛·古德溫、傑森·貝特曼、伊卓瑞斯·艾巴、珍妮·史雷、內特·托倫斯、寶妮·杭特、唐·雷克、湯米·鍾、艾倫·圖克、夏奇拉、關繼威、福瓊·邁斯特、昆塔·布倫森和尚·雷諾配音。
《動物方城市2》預定2025年11月26日於美國上映。

## 角色與配音員

### 角色
- 哈茱蒂（Judy Hopps）：穴兔，方城市警察局第一隻兔子警員，尼克的搭檔。
- 胡尼克（Nick Wilde）：赤狐，曾經是方城市中的街頭行騙高手，後來加入方城市警察局，成為警察局第一隻狐狸警員，茱蒂的搭檔。
- 蠻牛局長（Chief Bogo）：非洲水牛，方城市警察局局長。
- 洪金豹（Benjamin Clawhauser）：獵豹，方城市警察局城接待員。
- 毒蛇蓋瑞（Gary De'Snake）：藍色蝮蛇，因闖入方城市引發騷動而被茱蒂和尼克奉命追捕。
- 尼布爾斯（Nibbles Maplestick）：河狸，居住在沼澤市場的陰謀論播客，協助茱蒂和尼克追捕蓋瑞的爬蟲類專家。
- 志羚姐姐（Gazelle）：湯氏瞪羚，方城市的著名歌星。
- 絨絨博士（Dr. Fuzzby）：短尾矮袋鼠，茱蒂和尼克的危機搭檔課程諮商師。
- 布希倫（Bushron）：山羊，個性倔強的法國警員。
- B老大（Mr. Big）：鼩鼱，極地區的黑社會頭目。
- 哈邦妮（Bonnie Hopps）：穴兔，哈茱蒂的母親。
- 哈斯圖（Stu Hopps）：穴兔，哈茱蒂的父親，兔窩鎮哈氏家族農場的主人。
- 楊咩咩（Dawn Bellwether）：綿羊，方城市前副市長，前作夜嚎怪襲擊事件的幕後黑手，目前被監禁中。
- 威斯頓公爵（Duke Weaselton）：伶鼬，狡猾的偷竊犯，也是盜版影碟賣家。
- 犀利哥（Yax）：犛牛，迷之春水療俱樂部老闆。
- 心慌豬（Frantic Pig）：家豬，花店老闆。
- 露露：鼩鼱，B老大的女兒，茱蒂的好友。
- 麥大角警官（Officer McHorn）：黑犀，方城市警察局警官。
- 快俠：三趾樹懶，方城市哺乳動物車輛管理局員工。

### 配音員
| 配音員          | 配音員 | 配音員 | 配音員   | 角色           |
| 美國            | 台灣   | 香港   | 中國大陸 | 角色           |
| --------------- | ------ | ------ | -------- | -------------- |
| 吉妮佛·古德溫   |        |        |          | 哈茱蒂（Judy Hopps）     |
| 傑森·貝特曼     |        |        |          | 胡尼克（Nick Wilde）     |
| 伊卓瑞斯·艾巴   |        |        |          | 蠻牛局長（Chief Bogo）   |
| 內特·托倫斯     |        |        |          | 洪金豹（Benjamin Clawhauser）     |
| 關繼威          |        |        |          | 毒蛇蓋瑞（Gary）   |
| 福瓊·邁斯特     |        |        |          | 尼布爾斯（Nibbles Maplestick）   |
| 夏奇拉          |        |        |          | 志羚姐姐（Gazelle）   |
| 昆塔·布倫森     |        |        |          | 絨絨博士（Dr. Fuzzby）   |
| 尚·雷諾         |        |        |          | 布希倫（Bushron）     |
| 莫里斯·拉馬奇   |        |        |          | B老大（Mr. Big）      |
| 寶妮·杭特       |        |        |          | 哈邦妮（Bonnie Hopps）     |
| 唐·雷克         |        |        |          | 哈斯圖（Stu Hopps）     |
| 珍妮·史雷       |        |        |          | 楊咩咩（Dawn Bellwether）     |
| 艾倫·圖克       |        |        |          | 威斯頓公爵（Duke Weaselton） |
| 湯米·鍾         |        |        |          | 犀利哥（Yax）     |
| 約書亞·達拉斯   |        |        |          | 心慌豬（Frantic Pig）     |
| - 利亞·萊瑟姆   |        |        |          | 露露（Fru Fru）       |
| 馬克·史密斯     |        |        |          | 麥大角警官（Officer McHorn） |
| 雷蒙德·S·佩爾西 |        |        |          | 快俠（Flash）       |

## 製作
2016年6月，拜倫·霍華德和瑞奇·摩爾談論到《動物方城市》續集的可能性。
2023年2月，迪士尼執行長勞勃·艾格於2023年第一季度財報會議上確認正在開發《動物方城市2》。隔天，傑瑞·布希證實他正在製作該片。哈茱蒂的配音員吉妮佛·古德溫向娛樂媒體《CinemaBlend》表示，她希望在續集中看到茱蒂和尼克角色互換，「我希望尼克能夠說服茱蒂，這個世界值得我們去奮鬥」。胡尼克的配音員傑森·貝特曼亦向《CinemaBlend》透露他對續集的想法，「我們（尼克和茱蒂）的表現非常出色，維持街道安全，所以壞人們要小心了」。
2024年2月，艾格於2024年第一季度財報會議確認電影將於2025年11月26日上映。3月，珍妮佛·李確認將擔任執行製片人。4月，古德溫在Instagram上確認她開始進行配音錄製，並透露電影正在製作中。7月，據D23博覽會官網透露，電影將由布希回歸編劇和執導，伊維特·梅里諾製片。8月，迪士尼於D23博覽會上宣布，《動物方城市2》將以爬行動物為主題，而關繼威為一條被尼克和茱蒂追捕的新角色毒蛇蓋瑞配音。此外，會場上還播放了尼克和茱蒂在沼澤市場尋找蓋瑞的片段。同月，布希在他的社群媒體X（前Twitter）帳號上宣布福瓊·邁斯特加入配音陣容，為一隻名為尼布爾斯的河狸配音。9月，在珍妮佛·李辭職並擔任《冰雪奇緣3》導演後，布希成為華特迪士尼動畫工作室的新任首席創意官。同月，布希證實前作導演之一的拜倫·霍華德回歸擔任《動物方城市2》的聯合導演。11月，在巴西D23博覽會上，夏奇拉公開宣布她將回歸為志羚姐姐配音，並透露她正在為電影創作新曲，而志羚姐姐在續集將會有新的服裝。2025年4月，在CinemaCon上，迪士尼播放了新的片段，掲露昆塔·布倫森為新角色絨絨博士配音。6月，布希在安錫國際動畫影展上宣布尚·雷諾加入演員配音陣容，而莫里斯·拉馬奇回歸為B老大配音。同月，麥可·吉亞奇諾確認將回歸配樂。7月，宣布紅髮艾德將與夏奇拉合作創作新曲。

## 發行
《動物方城市2》預定2025年11月26日於美國上映。

## 外部連結
- 互联网电影数据库（IMDb）上《動物方城市2》的资料（英文）